# Bricolage (album)
Bricolage  è il secondo album discografico in studio del DJ brasiliano Amon Tobin pubblicato con questo nome (il primo considerando che il precedente era firmato a nome Cujo). Il disco è uscito nel 1997.

## Tracce
1. Stoney Street – 5:53
2. Easy Muffin – 5:01
3. Yasawas – 5:24
4. Creatures – 5:21
5. Chomp Samba – 6:07
6. New York Editor – 4:56
7. Defocus – 5:10
8. The Nasty – 4:35
9. Bitter & Twisted – 5:05
10. Wires & Snakes – 5:27
11. One Day In My Garden – 5:43
12. Dream Sequence – 7:19
13. One Small Step – 6:11
14. Mission – 7:08